# Eroberung von Stolp

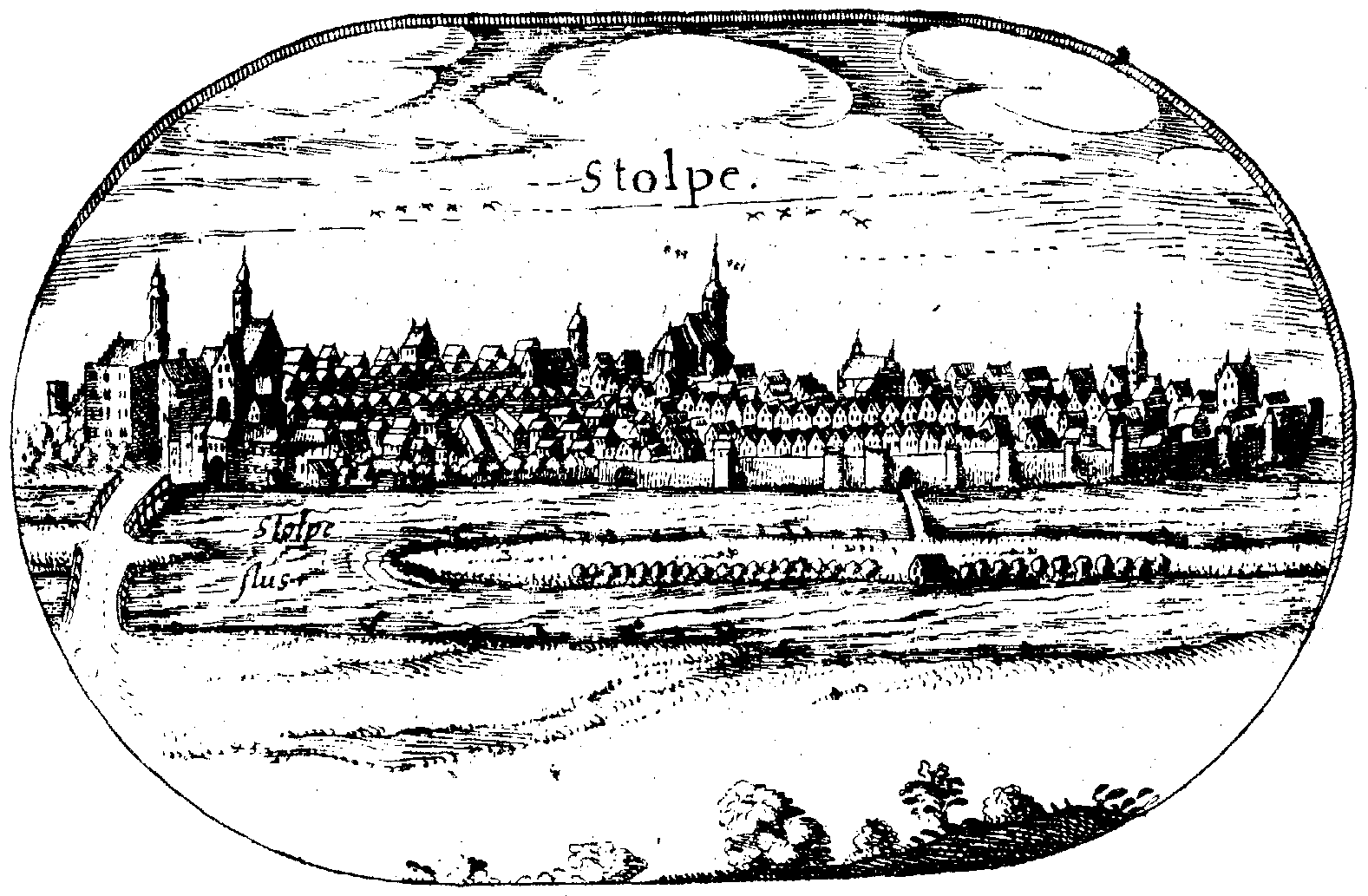
Stolp im Jahre 1618. Wesentliche Veränderungen des Stadtbildes dürfte es bis 1807 nicht gegeben haben. Links Mühlentor und Schloss (Darstellung von Eilhard Lubinus [1565–1621])

Die Eroberung der Kreis- und Garnisonstadt Stolp am 19. Februar 1807 war die bedeutendste militärische Aktion polnischer Aufständischer bei ihrem Eindringen in die preußische Provinz Pommern während des Vierten Koalitionskriegs.

## Vorgeschichte
Zu Beginn des Krieges mit Preußen hatte Napoleon sich an die Polnischen Legionen erinnert, die zwischen 1797 und 1800 mit Auszeichnung in Italien und Süddeutschland unter der Devise der Wiederherstellung Polens gegen die Teilungsmacht Österreich gekämpft hatten. Reste der Truppen, die größtenteils im Einsatz gegen Sklavenaufstände auf Haiti untergegangen waren, standen im Dienst des Königreichs Italien. Im Oktober 1806 rief er im Krieg gegen die Teilungsmächte Preußen und Russland einen legendären Führer der Legion, den General Dąbrowski, aus Italien zu sich. Ein Versprechen der Wiederherstellung Polens vermied Napoleon gegenüber Dąbrowski. Dennoch nahm dieser mit Elan den Auftrag an, als Voraussetzung dafür im vormals polnischen Südpreußen einen Volksaufstand in Einklang mit der französischen Kriegsführung zu organisieren.
Nach den siegreichen Schlachten bei Jena und Auerstedt löste das Eindringen der französischen Armee in dieses Gebiet den erwarteten Aufstand aus. Auf Napoleons Anordnung übernahm im Januar 1807 im von Preußen befreiten Gebiet eine polnische Regierungskommission die Macht. Dąbrowski hatte bereits im November von Posen aus eine Konskription angeordnet und Aufrufe zum Eintritt in polnische Streitkräfte erlassen. Seine Offiziere formierten in Gnesen, Rogasen bei Lenczyc, einer bei Beginn des Aufstandes geräumten Festung, Kosten und Rawitsch je ein Infanterieregiment. Verstärkt durch zwei Reiterregimenter sowie ein bataillonsstarkes Adelskorps bildeten diese Truppen eine Division. Ohne sich auf eine Führung einigen zu können, stellten mit französischer Unterstützung die vormaligen Legionsführer Zajączek in Kalisch und Poniatowski in Warschau ebenfalls Divisionen auf. Alle drei erhielten die traditionelle Bezeichnung Legionen. Ihre Offiziere waren fast ausnahmslos ehemalige Legionäre, während die Masse der Unterführer und Mannschaften ungeübt war. Aus diesem Grund verfügten die Legionen nicht über Artillerie, obwohl Frankreich Kanonen geliefert hatte.
Die Verwendung der im Januar 1807 einsatzfähigen Legionen durch das französische Oberkommando entsprach der strategischen Gesamtlage, die seit Ende November 1806 aus dem Zusammenstoß mit der Armee des preußischen Bündnispartners Russland entstanden war. In der linken Flanke der Grande Armée, welche die Weichsel zwischen Thorn und Warschau überschritten hatte, und Ende Dezember im westlichen Ostpreußen stand, lag fest in preußischer Hand das nördliche Westpreußen. Dort sicherten die Festungen Danzig und Graudenz den Unterlauf der Weichsel und die Frische Nehrung als Landverbindung nach Königsberg. Nördlich der französischen Verbindungslinie nach Westen stand das mittlere und östliche Hinterpommern unter Kontrolle von Streiftrupps der nicht eingeschlossenen Festungen Danzig und Kolberg, darunter dem Freikorps Schill. Die befestigten Häfen konnten zudem gefährlich werden als Landepunkte der Briten und Schweden, mit deren Auftreten als Verbündete Preußens seit ihrem Friedensschluss im Januar 1807 zu rechnen war. Napoleon wünschte daher die Beherrschung Hinterpommerns und der Weichsellinie sowie die Einnahme der Festungen Danzig und Kolberg und der Städte Elbing und Dirschau.
Die dazu bestimmten Truppen des Rheinbunds und des Königreichs Italien hatten ihren Weg von Stettin durch Pommern zu nehmen, weil die Ressourcen entlang der Straße Berlin-Posen-Warschau bereits erschöpft waren. Napoleon sah wegen der Eidesleistung, welche die Provinzialregierung in Stettin ihm nach der Kapitulation der Festung im Oktober 1806 erbracht hatte, ganz Pommern als unterworfen an. Jede Unterstützung der preußischen Kriegführung wertete die französische Seite daher als Rebellion, jede Teilnahme daran als Banditentum. Die Sicherung des neuen Anmarschweges übertrug Napoleon der Legion Dąbrowskis, die er dem X. Korps der Grande Armée unter Lefebvre unterstellte.

## Die militärischen Operationen im Januar und Februar 1807

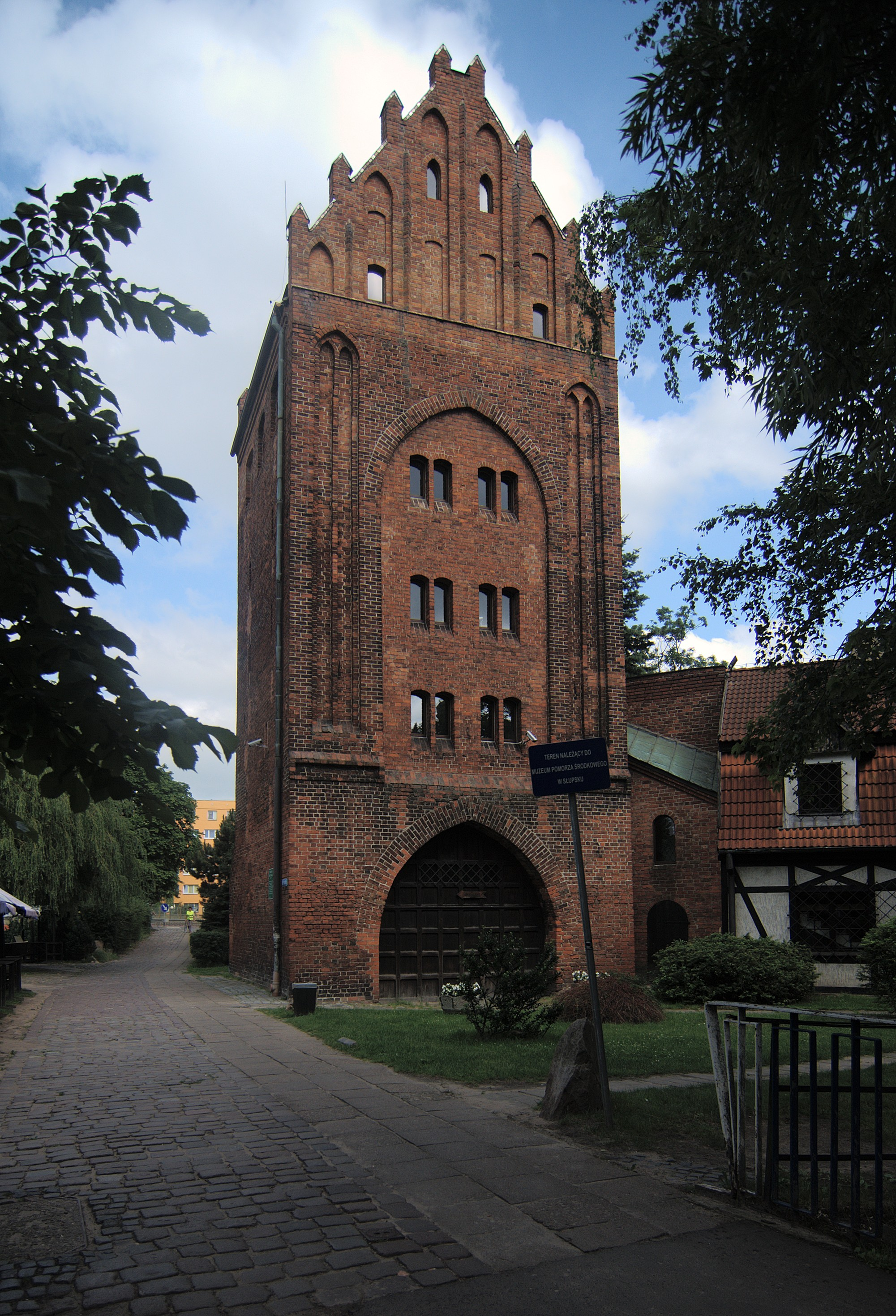
Am Mühlentor fand der Hauptangriff unter Sokolnicki statt (Mühlentor im Jahre 2012)

Dąbrowski zog nach Bromberg, wobei Spitzen seiner linken Flankensicherung in Pommern eindrangen. Der Vormarsch durch das südliche Westpreußen fand vereinzelt Unterstützung in der Bevölkerung – ganz anders gestaltete er sich in Pommern, wo die Einwohner sich „entschieden preußentreu“ zeigten. Am äußersten linken Flügel befehligte Oberst Garczyński etwa 150 Reiter, die bis in die Gegend um Kolberg den Kleinen Krieg führten und dabei Verbindung zu der von Westen anmarschierenden Kolonne Ménard unter Jean-François Xavier de Ménard (1756–1831) aufnehmen sollten. Während Garczyński schlecht vorankam, griff eine andere Truppe unter Lubieński am 3. Februar das von bewaffneten Bürgern vergeblich verteidigte Neustettin an, plünderte den Ort und zog sich am Tag darauf vor einem Schillschen Reiterkommando bis Tuchel zurück.
Dąbrowski selbst war beim Vorrücken in Richtung Dirschau auf preußische Truppen in Stärke von insgesamt 1600 Mann Infanterie und knapp 1000 Reitern mit einer halben Batterie unter Generalmajor Hans Stephan von Rouquette, Oberst Karl August von Schaeffer und Major August Ernst von Kamptz getroffen. Es waren Detachements des einzigen noch intakten preußischen Großverbands, dem in Ostpreußen eingesetzten Korps L'Estocq. Nach einer Niederlage bei Mewe am 10. Januar 1807 ging Dąbrowski bis Schwetz zurück und zog Garczyński und Lubieński näher zu sich heran. Im Februar stieß Ménard zu ihm. Er befehligte die 3700 Mann des badischen Rheinbundkontingents und die 3000 Mann starke aus polnischen Deserteuren der preußischen Armee gebildete Nord-Legion. Gemeinsam traten sie Mitte des Monats den Marsch auf Danzig an. Die Sicherung des linken Flügels war inzwischen General Michał Sokolnicki übertragen worden. Sein Hauptgegner war das Freikorps Krockow.
Major Graf Krockow hatte mit Zustimmung König Friedrich Wilhelms III. um die Jahreswende in Danzig fünf Kompanien Jäger zu Fuß mit zwei berittenen Dreipfünderkanonen und ein Eskadron von 180 Reitern – insgesamt etwas über 1000 Mann – aufgestellt. Im Unterschied zum Schillschen Freikorps waren im Korps Krockow Ausrüstung, Bekleidung und Bewaffnung einheitlich und vollständig. Die Mannschaft bestand zum allergrößten Teil aus kampferprobten ranzionierten oder versprengten Soldaten der preußischen Armee.
Krockow beabsichtigte, die Verbindung zwischen den noch nicht belagerten preußischen Festungen Kolberg und Danzig zu sichern und den Kleinen Krieg gegen in Pommern eindringende requirierende polnische Aufständische und Franzosen zu führen. Er bestimmte das ihm aus seiner Dienstzeit als Husar bekannte Stolp zu seiner Operationsbasis. Daher befand sich dort seit dem 10. Februar 1807 eine etwa 160 Mann starke Kompanie des Freikorps unter Kapitän Gutzmerow als Vorauskommando. Bürger aus Stolp unterstützten es mit zwei stadteigenen Amüsetten.

## Verlauf

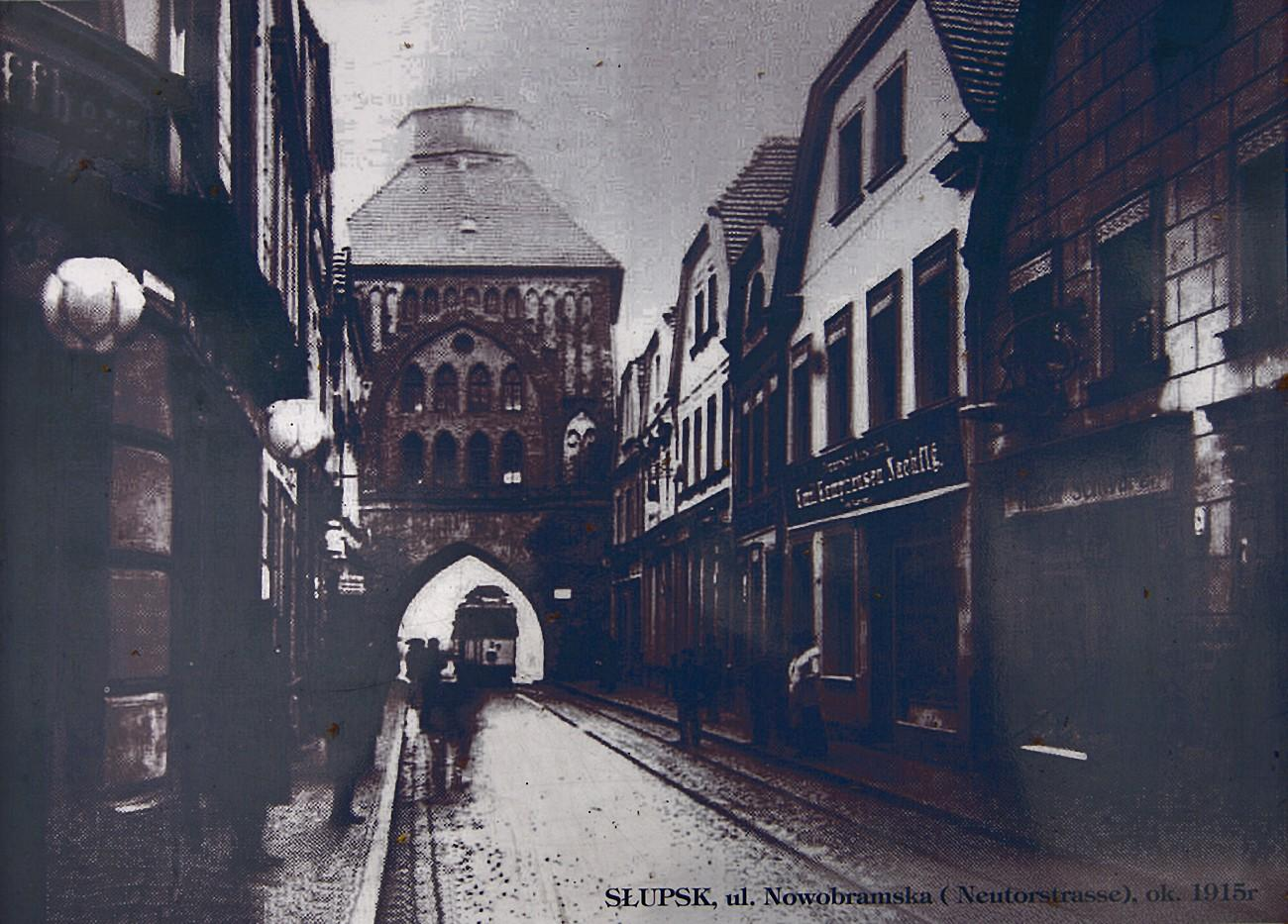
Durch das Neutor drang in der Nacht Garczyński in die Stadt ein. Die Bebauung der Straße ist nach den Zerstörungen im Zweiten Weltkrieg lockerer (Ansichtskarte aus dem Jahre 1915)

Nachdem Sokolnicki von der Absicht Krockows erfahren hatte, wollte er sie durch die Einnahme von Stolp durchkreuzen. Er verfügte über etwa 500 Mann Infanterie und vier Schwadronen Reiterei – insgesamt wohl rund eintausend Mann. Dazu dirigierte Sokolnicki den ihm unterstellten Garczyński von Westen her nach Stolp. Während sich Sokolnicki Stolp von Bütow näherte, richtete er am 18. Februar eine Proklamation an die Bürger Stolps. In dem ungewöhnlich pathetischen Schreiben forderte er sie auf, „die Ligue des Aufruhrs gegen die furchtbare und unüberwindliche Armee Napoleons des Großen zu verlassen“ und dafür zu sorgen, dass sich alle „Preußen“ ihm „innerhalb einer Stunde“ als Kriegsgefangene unbewaffnet mitsamt ihrem gesamten Kriegsmaterial ergeben. Für den Weigerungsfall kündigte Sokolnicki die „Erstürmung“ der Stadt an, wobei er seine Stärke erkennbar übertreibend auf 6000 Mann mit einer Reserve von 12.000 Mann bezifferte.
Als keine Antwort erfolgte, griff er in den Abendstunden des 18. Februar die Stadt von Osten her über die Stolpe an. Schon außerhalb der Stadt traf Sokolnickis Vorhut auf heftigen Widerstand. Im weiteren Verlauf drängte Sokolnicki die Verteidiger auf ihre Hauptposition, das mittelalterliche Mühlentor an der Stolpe, zurück, wo sein Angriff liegenblieb. In der Nacht gelang der Truppe Garczyński die Eroberung des Neutors im Westen der Stadt. Seine Soldaten verfolgten die flüchtenden Verteidiger bis in die Stadt hinein, wobei einige mit einer Plünderung begannen. Trotz dringender Aufforderung versäumte Sokolnicki es, Garczyński, der inzwischen das Mühlentor von hinten angriff, Unterstützung zu senden. In der Nacht zog sich Garczyński, dessen kleine Truppe das Stadtinnere gegen den Widerstand bewaffneter Einwohner nicht unter Kontrolle bekommen hatte, auf das Neutor zurück, während Sokolnicki seinen Angriff angesichts großer Verluste, etwa 200 Mann, und vermutlich auch wegen Munitionsmangel einstellte.
Gutzmerow hatte etwa ein Drittel seiner Leute durch Tod und Verwundung eingebüßt. Weder konnte er das Neutor mit seinen schwachen Kräften zurückerobern noch hatte er Aussicht auf baldige Unterstützung. Er entschloss sich daher, die Stadt aufzugeben und begann am frühen Morgen des 19. Februar, ohne von Sokolnicki behelligt zu werden, seinen Abmarsch in Richtung Schmolsin.

## Unmittelbare Folgen

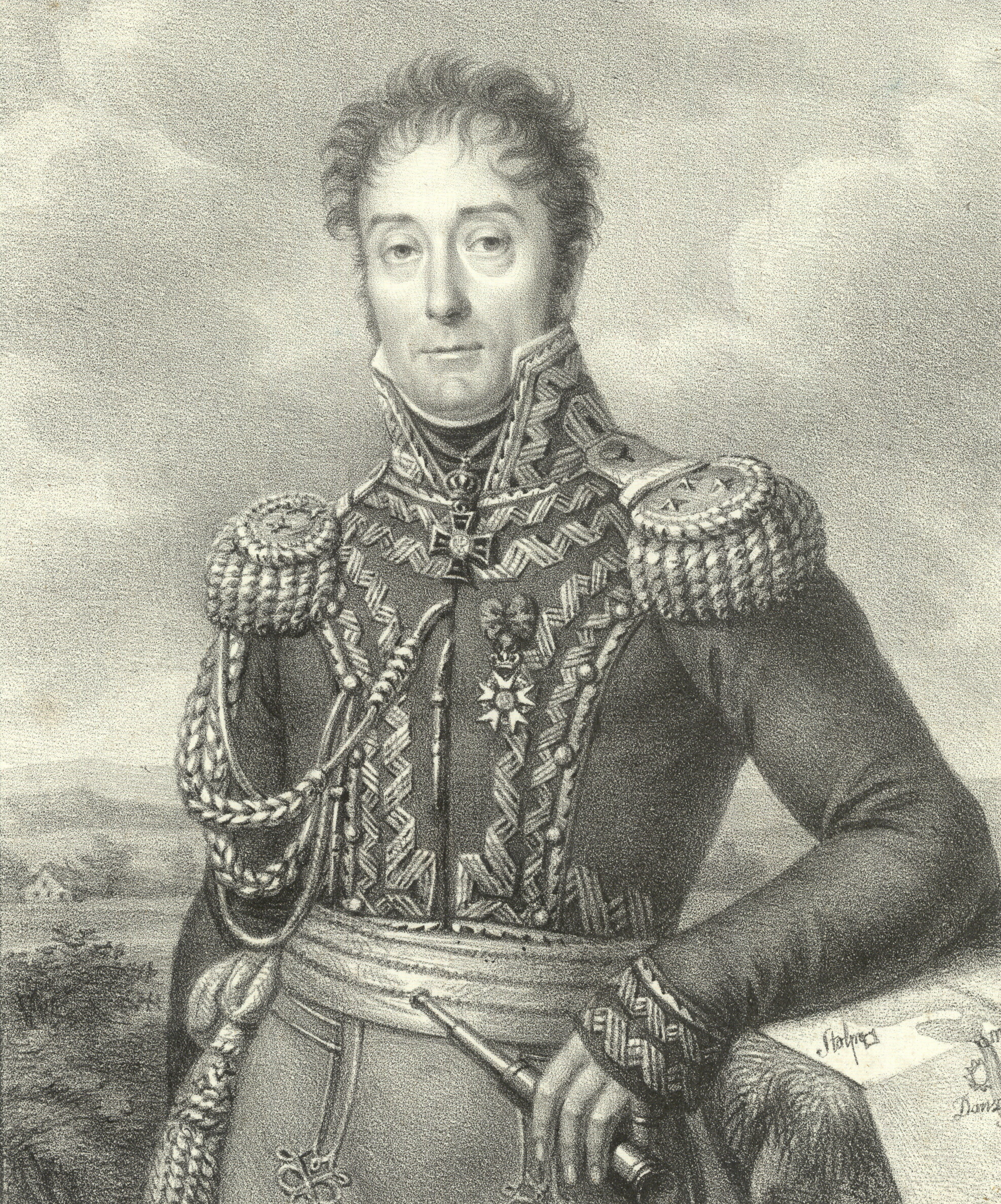
General Michał Sokolnicki, der Eroberer von Stolp (Darstellung von Josef Sonntag [1784–1834])

In den Vormittagsstunden begab sich eine Stolper Delegation zu Sokolnicki und versicherte ihm, dass die preußischen Soldaten die Stadt verlassen hatten. Daraufhin schickte Sokolnicki eine Reiterabteilung unter Oberst Psarski zwecks Geiselnahme in die Stadt. Erst nach dem Eintreffen von zwölf Stolper Honoratioren in seinem Lager zog Sokolnicki am Abend des 19. Februar in Stolp ein. Sofort beschlagnahmte er sämtliche öffentlichen Kassen sowie große Mengen von Nahrungsmitteln und Schlachtvieh, Pferden, Bekleidung und Fahrzeugen, die er auf Kosten der Eigentümer nach Bütow transportieren ließ. Zusätzlich legte er der Stadt eine Kontribution von 30.000 Talern auf, zu deren Sicherung er Pfandbriefe und Wertgegenstände vereinnahmte. Den Magistrat der Stadt und den Landrat des Kreises Stolp sowie höhere Beamte der Domänenverwaltung zwang Sokolnicki zu einem Treueid gegenüber Napoleon. Seinem Befehlshaber Dąbrowski sandte er einen Bericht, in dem er die moralische Bedeutung der Eroberung von Stolp, die er in der Verschonung der rebellischen Einwohner erblickte, hervorhob. Garczyński dagegen berichtete kritisch über Sokolnicki als Führer, der ihm in der Nacht nicht geholfen hatte und der am Morgen den Feind bis auf den letzten Mann entkommen ließ.
In den folgenden Tagen und Nächten konnte Sokolnicki nicht verhindern, dass viele seiner Soldaten in der Stadt und ihrer näheren Umgebung Plünderungen und Misshandlungen von Bürgern und Bauern verübten. Den Kassen der Stadt und des Kreises Stolp entstand ungeachtet dieser individuellen Handlungen ein Schaden von über 135.000 Talern.
In der Annahme, das Korps Krockow nähere sich Stolp, räumte Sokolnicki die Stadt am 25. Februar und befand sich am 26. bereits im 30 Kilometer entfernten Gustkow nahe Bütow. Auch dort fühlte er sich mit seiner ungeübten und undisziplinierten Truppe nicht sicher und begab sich Ende Februar zur Hauptarmee nach Westpreußen. Als Anfang März ein Reitertrupp Schills Stolp durchzog, entband dessen Kommandeur Leutnant Wedell die Beamten feierlich von ihrem durch Sokolnicki erpressten Eid.

## Nachspiel
Sokolnicki hatte sich neben Wertsachen wie goldenen Uhren und einer sehr schönen vierspännigen Equipage auch 9000 Taler aus der Kontribution angeeignet und seinem Freund Psarski 1000 Taler und 100 Friedrichs d’or in barer Münze zukommen lassen. Eine Quittierung der Kontributionssumme und der Wertsachen hatte er verweigert, wie offenbar auch die Herausgabe der Pfänder. Die entsprechenden Vorwürfe, bestätigt durch den anklagenden Bericht Garczyńskis, erreichten Dąbrowski, der ausdrücklich Plünderungen untersagt hatte. Sokolnicki verteidigte sich, indem er behauptete, lediglich Geschenke der Bürger, die sie ihm wegen seiner Großzügigkeit gemacht hätten, angenommen zu haben. Es entwickelte sich ein Streit zwischen Dąbrowski, der feststellen musste, dass Sokolnicki die Stolper Kontribution vollständig für sein Korps oder für private Zwecke verbraucht hatte, und Sokolnicki, der um seinen Ruf kämpfte. Die Angelegenheit veranlasste Dąbrowski, an die Stände Pommerns zu schreiben, „dass das, was von den Truppen meines Kommandos in Pommern gegen das Kriegsrecht geschah, gegen meinen Willen geschehen ist“ und sie aufzufordern, ihm alle Klagen mitzuteilen.
Obwohl sich Sokolnicki vor dem französischen General Berthier rechtfertigen musste, erhielt er, verbunden mit einer Rangerhöhung, ein Kommando in der Belagerungsarmee vor Danzig. Dort trafen die polnischen Truppen wiederum auf das Krockowsche Freikorps. Gutzmerow war entlang des Ostseestrandes nach Neustadt gezogen, um sich von dort aus dem nun in Lauenburg stehenden Krockowschen Gros anzuschließen. Als Dąbrowski und Ménard am 23. Februar die Eroberung Dirschaus geglückt war, befahl das preußische Oberkommando angesichts des nicht mehr aufzuhaltenden feindlichen Vormarschs den allgemeinen Rückzug der im östlichen Hinterpommern und Westpreußen operierenden Truppen in die nähere Umgebung der Festung Danzig. Krockow erhielt um den 25. Februar den Befehl, umzukehren und sein Korps zur Verteidigung der Festung im Vorpostendienst einzusetzen. Nach der Einschließung Danzigs am 11. März bekam das Korps den Abschnitt Neufahrwasser an der Mündung der Weichsel zugewiesen.
In der zweiten Märzhälfte ging der Kleine Krieg in Pommern nach einigen kleineren Kämpfen mit dem geglückten Durchbruch der Schillschen Reiterei in die inzwischen eingeschlossene Festung Kolberg zu Ende. Danach waren die Kreise Lauenburg, Bütow, Schlawe, Stolp und Rummelsburg unter der Drohung einer Besetzung durch die Legion Dąbrowski gezwungen, für die Danziger Belagerungsarmee Lebensmittel und sonstige Bedarfsgüter nach Oliva zu liefern. Noch einmal drang Sokolnicki am 8. April wegen eines Lieferungsverzugs in Pommern bis Stolp vor. Nach dem Fall Danzigs am 24. Mai 1807 endeten die Forderungen. Die episodenhafte Eroberung von Stolp blieb ohne Einfluss auf den Feldzugsverlauf im Frühjahr 1807, hat aber bis heute in der Erinnerungskultur von Słupsk einen Platz, festgemacht an dem einzigen namentlich bekannten Gefallenen Polen Bonaventure Jezierski.